# Jaime Prats
Jaime Prats es una localidad y distrito del departamento San Rafael, provincia de Mendoza, Argentina.
Jaime Prats cuenta con un hospital llamado Eva Perón, el cual asiste a una gran cantidad de pacientes, no solo de la localidad sino también de poblaciones vecinas.
Posee una capilla, Nuestra Señora del Carmen de Cuyo.

## Geografía

### Población
En 2009 tenía un estimado de 2562 habitantes. La principal actividad económica es la agricultura.

### Límites
Límite al norte con Real del Padre, al sur con Punta del Agua, al este con el Departamento General Alvear y al oeste con Punta del Agua y Villa Atuel

### Parajes
- Los Tableros
- Línea de Los Palos
- Los Sifones
- Colonia Rusa
- Soitué Norte
- Soitué Sur
- Los Tres Puentes
- Los Claveles

### Sismicidad
La sismicidad del área de Cuyo (centro oeste de Argentina) es frecuente y de intensidad baja, y un silencio sísmico de terremotos medios a graves cada 20 años.
Sismo de 1861aunque dicha actividad geológica catastrófica, ocurre desde épocas prehistóricas, el terremoto del 20 de marzo de 1861 (163 años) señaló un hito importante dentro de la historia de eventos sísmicos argentinos ya que fue el más fuerte registrado y documentado en el país. A partir del mismo la política de los sucesivos gobiernos mendocinos y municipales han ido extremando cuidados y restringiendo los códigos de construcción. Y con el terremoto de San Juan de 1944 del 15 de enero de 1944 (81 años) los gobiernos tomaron estado de la enorme gravedad sísmica de la región.
Sismo del sur de Mendoza de 1929muy grave, y al no haber desarrollado ninguna medida preventiva, mató a 30 habitantes
Sismo de 1985fue otro episodio grave, de 9 s de duración, derrumbando el viejo Hospital del Carmen de Godoy Cruz.

## Historia
El señor Jaime Prats, de origen español, llega al país en el año 1891, instalándose en Santa Fe y luego en Corrientes, realizando grandes plantaciones de cultivo. A principios de este siglo adquiere 30.000 ha de terreno en los campos denominados "El Baldecito", en el sur de la margen del Río Atuel (margen derecha).
En 1913 llegan agricultores rurales a estos campos, a quienes se les proporcionaba todo tipo de facilidades para adquirir lo necesario para instalarse, y se instalan en los campos linderos con la parada del antiguo Ferrocarril.
En ese año se forma la Sociedad Anónima "Colonia de Riego Atuel Sur", y así fue colonizando el lugar.
En 1918 se formó la Sociedad Jaime Prats, disponiéndose la construcción del dique nivelador en el Río Atuel.
En 1938 los colonos, comerciantes, industriales, granjeros, trabajadores y vecinos de la Colonia Atuel; en reconocimiento a la meritoria gestión desarrollada por el señor Jaime Prats, en beneficio de los habitantes del lugar, le hace un petitorio al presidente de la Nación, Agustín B. Justo, expresando el deseo de cambiar el nombre de la estación del ferrocarril Pacífico Ing. Balloffet, que así se llamaba por el nombre de Jaime Prats, el 15 de julio de 1938.

## Educación

### Escuelas Primarias
- 1-258 "Toribio Luzuriaga" de Los Tableros

- 1-399 "Tierra del Fuego" de Jaime Prats

- 1-378 "José Aronne" de Soitué Sur

- 1-240 "Belisario Roldán" de Los Sifones

- 1-241 "Suipacha" de Soitué Norte

- 1-225 "Río Bamba" de Línea Los Palos

- 1-398 "República del Brasil"

### Escuelas Secundaria
- 4-196 "Juan Miguel Escudero"

### CENS
Secundario de Adultos sin nombre